# Конрад Енгельгардт
Конрад Енгельгардт (нім. Conrad Engelhardt; 26 березня 1898, Люнебург — 28 жовтня 1973, Люнебург) — німецький військово-морський діяч, контр-адмірал крігсмаріне. Кавалер Лицарського хреста Хреста Воєнних заслуг з мечами

## Біографія
4 квітня 1916 року вступив добровольцем у ВМФ, закінчив прискорений курс військово-морського училища в Мюрвіку (1916). Учасник Першої світової війни, плавав на важкому крейсері «Фрейя» (червень-серпень 1916), лінійних кораблях «Тюрингія» (серпень-грудень 1916) і «Східна Фрісландія» (1916-18). З 1 грудня 1918 року — командир роти 54-го польового артилерійського полку. 20 серпня 1919 року призначений командиром роти батальйону берегової оборони в Куксгафені, з 26 вересня 1919 року — полку берегової оборони в Вільгельмсгафені. 13 листопада 1919 року разом з багатьма офіцерами ВМФ звільнений у відставку.
1 жовтня 1923 року повернувся на службу і призначений інструктором військово-морських курсів в Мюрвіку. З 8 травня 1924 року — ад'ютант 4-го батальйону берегової оборони, з 15 лютого 1926 року — ад'ютант і вахтовий офіцер гідрографічного судна «Метеор». У 1927-29 роках — вахтовий офіцер на міноносці «Ільтіс», з 30 вересня 1927 року — викладач училища берегової оборони, з 28 вересня 1932 року — офіцер зв'язку на лінійному кораблі «Гессен». З 24 вересня 1934 року — командир міноносця «Кондор», з 2 жовтня 1936 року — командир роти 2-го морського артилерійського батальйону. З 8 жовтня 1937 року — 1-й артилерійський офіцер броненосця «Адмірал Шеер». 7 листопада 1938 року призначений директором артилерійської підготовки в морському артилерійському училищі.
Після початку Другої світової війни 14 вересня 1939 року призначений командиром зенітної групи в з'єднанні Брюнсбюттель, а 4 грудня 1939 року очолив все з'єднання. З 25 березня 1940 року — начальник штабу командувача на Північному морі, з 26 липня 1940 року — 1-й офіцер Адмірал-штабу в штабі командувача ВМС в зоні Ла-Маншу. З 15 грудня 1940 року — комендант морського оборонного району Гасконь-Луара-Жиронда. 16 лютого 1941 року відряджений в штаб зв'язку ВМФ Німеччини в Римі. З 16 травня 1941 року — начальник штабу командувача ВМС на Східних територіях. З 5 березня 1943 року — командувач морськими транспортними судами в Італії, з 5 січня 1944 року — начальник відділу транспортних перевезень Штабу керівництва морської війною ОКМ і шеф морського транспорту вермахту. Здійснював керівництво перевезеннями військ з Прибалтики та Східної Пруссії. Енгельгардт відповідальний за загибель багатьох кораблів і погану організацію перевезень, яка спричинила загибель великої кількості людей, включаючи кадрових підводників. У той же час при нестачі транспорту йому вдалося організувати евакуацію практично всього німецького населення Прибалтики та Східної Пруссії, що стало найбільшою подібною операцією у світовій історії. На своєму посту залишався до 23 травня 1945 року, коли був арештований британськими військами. 2 грудня 1946 року звільнений.

## Звання
- Військовий доброволець (4 квітня 1916)
- Фенріх-цур-зее (13 січня 1917)
- Лейтенант-цур-зее (19 червня 1918)
- Обер-лейтенант-цур-зее (1 липня 1925)
- Капітан-лейтенант (1 квітня 1933)
- Корветтен-капітан (1 квітня 1937)
- Фрегаттен-капітан (1 січня 1940)
- Капітан-цур-зее (1 березня 1942)
- Контр-адмірал (16 вересня 1944)

## Нагороди
- Залізний хрест 2-го класу (27 вересня 1919)
- Почесний хрест ветерана війни з мечами
- Медаль «За вислугу років у Вермахті»
  - 4-го і 3-го класу (12 років; 2 жовтня 1936) — отримав 2 нагороди одночасно.
  - 2-го класу (18 років)
- Орден Заслуг (Угорщина), офіцерський хрест (21 грудня 1938)
- Іспанський хрест в сріблі (6 червня 1939)
- Орден морських заслуг (Іспанія) 2-го класу, білий дивізіон (21 серпня 1939)
- Застібка до Залізного хреста 2-го класу (25 травня 1940)
- Залізний хрест 1-го класу (16 грудня 1940)
- Орден Хреста Свободи 2-го класу з мечами (Фінляндія; 7 червня 1943)
- Німецький хрест в золоті (11 вересня 1943)
- Хрест Воєнних заслуг 2-го і 1-го класу з мечами
- Лицарський хрест Хреста Воєнних заслуг з мечами (24 лютого 1945)